# Diecezja Kericho
Diecezja Kericho – diecezja rzymskokatolicka  w Kenii. Powstała w 1995.

## Biskupi diecezjalni
- Bp Philip Anyolo (1995–2003)
- Bp Emmanuel Okombo (2003–2019)
- Bp Alfred Rotich (od 2019)